# Angelo Menon
Angelo Menon (Santa Lucia di Verona, 29 ottobre 1919 – Montpellier, 13 dicembre 2013) è stato un ciclista su strada italiano.
Professionista e indipendente tra il 1946 e il 1953, vinse una tappa al Giro d'Italia 1951.

## Carriera
Professionista dal 1946, corse tra le altre per la Wilier Triestina, la Lygie, la Benotto, la Stucchi, oltre che, dal 1949, per alcune squadre francesi e svizzere. Le sue principali vittorie da professionista furono una tappa alla Volta Ciclista a Catalunya del 1949, una tappa al Giro d'Italia 1951 e due tappe al Giro del Marocco nel 1951. Fu inoltre decimo al Giro d'Italia 1947 e quarto alla Milano-Sanremo 1951.

## Palmarès
- 1939 (dilettanti)

Coppa Stupazzini - Bologna
- 1941 (dilettanti)

Coppa Zardo - Scorzè
- 1943 (dilettanti)

La Bolghera
- 1946

Giro del Medio Polesine - Ceregnano
- 1947

Grenoble-Torino-Grenoble
- 1949

7ª tappa Volta Ciclista a Catalunya (Tortosa > Vilanova i la Geltrú)
- 1951

7ª tappa Giro d'Italia (Terni > Roma)
9ª tappa Giro del Marocco
11ª tappa Giro del Marocco
- 1952

Lussemburgo-Nancy

## Piazzamenti

### Grandi Giri
- Giro d'Italia

1946: ritirato
1947: 10º
1948: 12º
1951: 33º

### Classiche monumento
- Milano-Sanremo

1941: 46º
1951: 4º
- Parigi-Roubaix

1950: 24º
1951: 57º